# زیرفضای خطی
| |
| زیرفضاهای یک-بعدی در فضای برداری دوبعدی روی میدان متناهی F5. مبدأ (۰, ۰) توسط دایره‌های سبز علامت‌گذاری شده‌است، و به هرکدام از ۱-زیرفضا تعلق دارد، درحالیکه هرکدام از ۲۴ نقطه باقیمانده دقیقاً به یکی تعلق دارد؛ ویژگی که برای ۱-زیرفضا روی هر میدانی در همه ابعاد درست است. همه F52 (یعنی مربع ۵ × ۵) برای نمایش بهتر چهاربار به تصویر درآمده‌است). |

در ریاضیات و بخصوص در جبر خطی، یک زیرفضای خطی (به انگلیسی: linear subspace) یا زیرفضای برداری (به انگلیسی: vector subspace)، یک زیرمجموعه از یک فضای برداری بزرگتر است که همچنان ویژگی‌های یک فضای برداری را داشته باشد. اگر با توجّه به موضوع، خطی بودن زیرفضا واضح باشد به آن تنها زیرفضا گفته می‌شود.

## تعریف
اگر {\displaystyle V} یک فضای برداری باشد و {\displaystyle H} یک زیرمجموعه از آن باشد (با همان میدان و عملگرها و تنها مجموعه بردارهای زیرمجموعه)، {\displaystyle H} را زیرفضای {\displaystyle V} می‌نامیم اگر همچنان اصول موضوعی یک فضای برداری در آن صدق کند.
چون که {\displaystyle H} زیرمجموعهٔ {\displaystyle V} است اکثر اصول موضوعی برای آن برقرار است و تنها کافی است سه اصل از آنها بررسی شوند:
- عنصر صفر (همانی جمع) {\displaystyle V} در آن باشد: {\displaystyle 0\in H}
- نسبت به جمع بسته باشد: {\displaystyle \forall v,u\in H:v+u\in H}
- نسبت به ضرب بسته باشد: {\displaystyle \forall v\in H,c\in F:c\cdot v\in H}

بعضی منابع به جای اصل عنصر همانی، {\displaystyle H} را ناتهی فرض می‌کنند. در این صورت از بستار ضرب وجود عنصر صفر نتیجه می‌شود. در نتیجه این دو تعریف با یکدیگر معادل اند.
به عنوان یک نتیجه، هر فضای برداری زیرفضای خودش است. همچنین {\displaystyle \{0\}} یا فضای برداری صفر تنها شامل بردار صفر نیز زیرفضای آن است. به این دو زیرفضاهای بدیهی یک فضای برداری گفته می‌شود.

## مثال‌ها

### جمع مستقیم
اجتماع دو زیرفضا به ندرت فضای برداری محسوب می‌شود. اجتماع دو زیرفضای {\displaystyle V} زیرفضای {\displaystyle V} می‌شود اگر و تنها اگر یکی از زیرفضاها زیرفضای دیگری باشد.
اگر {\displaystyle H_{1},\cdots ,H_{n}} زیرفضای {\displaystyle V} باشند مجموع آنها به صورت {\displaystyle H_{1}+\cdots +H_{n}=\{v_{1}+\cdots +v_{n}:v_{i}\in H_{i}\}} تعریف می‌شود. مجموع چند زیرفضا کوچکترین زیرفضای {\displaystyle V} است که شامل همهٔ آن زیرفضا‌ها باشد. به عبارتی دیگر هر زیرفضای {\displaystyle V} که {\displaystyle H_{1},\cdots ,H_{n}} زیرفضای آن باشند زیرفضای {\displaystyle H_{1}+\cdots +H_{n}} است.
اگر اشتراک زیرفضاها مجموعهٔ ناتهی صفر باشد {\displaystyle H_{1}\cap \cdots \cap H_{n}=\{0\}} در آن صورت به جمع آنها جمع مستقیم می‌گوییم و با {\displaystyle H_{1}\oplus \cdots \oplus H_{n}} نمایش می‌دهیم. به شکل معادل، جمع {\displaystyle H_{1}+\cdots +H_{n}} را مستقیم می‌نامیم اگر هر عنصر آن را تنها بتوان به صورت یکتا به شکل جمع {\displaystyle v=u_{1}+\cdots +u_{n}} نوشت که در آن {\displaystyle u_{i}\in H_{i}}. همچنین می‌توان گفت {\displaystyle H_{1}+\cdots +H_{n}} یک جمع مستقیم است اگر و تنها اگر تنها راه نوشتن {\displaystyle 0=u_{1}+\cdots +u_{n}} این باشد که هر {\displaystyle u_{i}=0} باشد.
اگر {\displaystyle H} زیرفضای {\displaystyle V} باشد، {\displaystyle W} زیرفضای {\displaystyle V} وجود دارد که {\displaystyle H\oplus W=V}.

### مثال I
فرض کنید که میدان K برابر مجموعه R از اعداد حقیقی باشد، و فرض کنید که فضای برداری V یک فضای مختصات حقیقی R3 باشد.
اثبات:
1. اگر u و v در W باشد، آنوقت می‌توان آن‌ها را به صورت u = (u1, u2, 0) و v = (v1, v2, 0) بیان کرد. آنوقت u + v = (u1+v1, u2+v2, 0+0) = (u1+v1, u2+v2, 0). از این‌رو u + v هم یک عنصر از W است.
2. اگر u در W داده شود، و c یک نرده‌ای در R باشد، اگر u = (u1, u2, 0) باشد، دوباره، آنوقت cu = (cu1, cu2, c0) = (cu1, cu2,0) است. از این‌رو، cu هم یک عنصر از W است.

### مثال II
دوباره فرض کنید R یک میدان باشد، اما اکنون فرض کنید که فضای برداری V برابر صفحه دکارتی R2 باشد. فرض کنید که W برابر مجموعه نقاط (x, y) از R2 باشد به اینصورت که x = y باشد. آنوقت W یک زیرفضای R2 است.
اثبات:

مثال II شرح داده شده‌است.

1. فرض کنید p = (p1, p2) باشد و q = (q1, q2) برابر عناصر W باشد، یعنی نقطه‌هایی در صفحه که p1 = p2 و q1 = q2 برقرار باشد. آنوقت p + q = (p1+q1, p2+q2) است؛ به دلیل آنکه p1 = p2 و q1 = q2 است، آنوقت p1 + q1 = p2 + q2 است، بنابراین p + q یک عنصر از W است.
2. فرض کنید p = (p1, p2) یک عنصر از W باشد، یعنی، یک نقطه در صفحه به اینصورت که p1 = p2 باشد، و فرض کنید c یک نرده‌ای در R باشد. آنوقت cp = (cp1, cp2) است؛ به این دلیل که p1 = p2 است، آنوقت cp1 = cp2 می‌باشد، بنابراین cp یک عنصر از W است.

در کل، هر زیرمجموعه از فضای مختصات حقیقی Rn که توسط یک سامانه معادلات خطی همگن تعریف شده‌است منجر به یک زیرفضا خواهد شد. (معادلهٔ مثال I برابر z = ۰ بود و معادله در مثال II برابر x = y بود) به صورت هندسی، این زیرفضاها برابر نقاط، خطوط، صفحات و فضاهایی هستند که از نقطه ۰ رد می‌شوند.

### مثال III
دوباره فرض کنید که میدان برابر R باشد، اما اکنون فرض کنید فضای برداری V برابر مجموعه RR از همه توابع از R به R باشد. فرض کنید C(R) یک زیرمجموعه شامل توابع پیوسته باشد. آنوقت C(R) یک زیرفضای RR خواهد بود.
اثبات:
1. از حساب می‌دانیم که 0 ∈ C(R) ⊂ RR است.
2. از حساب می‌دانیم که مجموع توابع پیوسته یک تابع پیوسته‌است.
3. دوباره، از حساب می‌دانیم که ضرب یک تابع پیوسته و یک عدد هم یک تابع پیوسته‌است.

### مثال IV
میدان و فضای برداری را مثل قبل در نظر بگیرید، اما اکنون مجموعه Diff(R) از همه توابع دیفرانسیل‌پذیر را در نظر بگیرید. یک گونه استدلال مشابه قبل نشان می‌دهد که این هم یک زیرفضا است.
در آنالیز تابعی مثال‌هایی که این موضوع را تعمیم می‌دهد، مکرر است.

## ویژگی‌های زیرفضاها
از تعریف فضاهای برداری، به این نتیجه می‌رسیم که زیرفضاها غیرتهی هستند، و تحت جمع و ضرب نرده‌ای بسته اند. به صورت هم‌ارز، زیرفضاها را می‌توان توسط خاصیت بسته‌بودن تحت ترکیب‌های خطی معین نمود؛ یعنی، یک مجموعه غیرتهی W اگر و تنها اگر یک زیرفضا است که هر ترکیب خطی از تعداد متناهی عنصر W هم به W متعلق باشد. تعریف هم‌ارز بیان می‌کند که معادل آن است که ترکیب‌های خطی از دو عنصر را در یک لحظه درنظر بگیریم.
در یک فضای برداری توپولوژیکی X، نیازی نیست که یک زیرفضای W به صورت توپولوژیکی بسته باشد، بلکه یک زیرفضای متناهی-بعد همیشه بسته‌است. موضوع مشابهی برای زیرفضاهای کوبعدی متناهی درست است. (یعنی زیرفضاهایی که توسط تعداد متناهی تابعی خطی پیوسته تعیین شده‌اند).

## توصیف‌ها
توصیف‌های زیرفضاها شامل مجموعه راه‌حل برای یک سامانه معادلات خطی همگن است، زیرمجموعه فضای اقلیدسی که توسط یک سامانه از معادلات پارامتری خطی همگن توصیف می‌شود؛ پوشش از یک گردآوردی از بردارها، و فضای تهی، فضای ستونی و فضای سطری از یک ماتریس. از نظر هندسی (مخصوصا تحت میدان اعداد حقیقی و زیرمیدان‌هایش)، یک زیرفضا یک مسطح در یک n-فضا است که از مبدأ عبور می‌کند.
یک توصیف طبیعی از یک ۱-فضا برابر ضرب نرده‌ای از یک بردار غیر-صفر v به همه مقادیر نرده‌ای ممکن است. ۱-زیرفضاهایی که توسط دو بردار تعیین می‌شود در صورتی برابرند که اگر و تنها اگر یک بردار از دیگری توسط ضرب نرده‌ای قابل دستیابی باشد:
{\displaystyle \exists c\in K:\mathbf {v} '=c\mathbf {v} {\text{ (or }}\mathbf {v} ={\frac {1}{c}}\mathbf {v} '{\text{)}}}
این ایده توسط پوشش خطی به ابعاد بالاتر تعمیم می‌یابد، اما ملاک تساوی k-فضاها که توسط مجموعه‌های k بردار تعیین می‌شود خیلی ساده نیست.
توصیف دوگان توسط تابعی‌های خطی ارائه می‌شود (که معمولاً به صورت معادلات خطی پیاده‌سازی می‌شود). یک تابعی خطی غیر-صفر F زیرفضای هسته خود F = ۰ را از کوبعد ۱ تعیین می‌کند. زیرفضاهای کوبعد ۱ که توسط دو تابعی خطی تعیین شده‌اند، برابرند، اگر و تنها اگر یک تابعی از دیگری توسط ضرب نرده‌ای قابل دستیابی باشد (در فضای دوگان):
{\displaystyle \exists c\in K:\mathbf {F} '=c\mathbf {F} {\text{ (or }}\mathbf {F} ={\frac {1}{c}}\mathbf {F} '{\text{)}}}
این به کوبعدهای بالاتر توسط یک سامانه معادلات تعمیم می‌یابد.